# 楔雀鯛
楔雀鯛（學名：Pomacentrus cuneatus），是輻鰭魚綱鱸形目雀鯛科雀鯛屬的其中一種，分布於西太平洋安汶島、千島群島、蘇拉威西、新加坡、馬來西亞西部、暹羅灣和呂宋島海域，深度1至15公尺，體長可達7.5公分，棲息在近岸珊瑚礁，以浮游生物為食，繁殖期時成對出現，雄魚會守護卵直到孵化，生活習性不明。